# 合义乡
合义乡，是中华人民共和国四川省资阳市安岳县下辖的一个乡镇级行政单位。

## 行政区划
合义乡下辖以下地区：
纸厂村、杨印村、天星村、东冲村、新华村、大安村、西冲村、中冲村、麻蓝村、雷波村和天平村。